# 653
653 је била проста година.

## Догађаји
- Википедија:Непознат датум — Основана Краљевина Нортамбрија

- Цар Констанс II добровољно предаје Јерменију Арапима, након примирја са Муавијом, гувернером Сирије. Муавија даје Јерменима виртуелну аутономију и поставља нахарара Теодора Рштунија за владара Јерменије.
- Муавија предводи рацију на Родос, узимајући разбацане делове Колоса са Родоса и шаље га назад у Сирију, где претапа бронзани отпад да би направио новчиће.
- Краљ Родоалд је убијен након шестомесечне владавине, а наследио га је Ариперт I, који је изабран за краља Лангобарда. Он шири хришћанство по лангобардском царству и гради многе нове цркве.
- Краљ Пенда од Мерсије обезбеђује доминацију над подручјем Средње Англије, где успоставља свог сина Пеаду за владара.
- Краљ Телвалд од Деире одбацује Освијуово господство и уместо тога се окреће Пенди. Пенда покреће још један напад на Берницију.
- Талорган I, нећак Освиуа, крунисан је за краља Пикта. Вероватно прихвата Нортамбријску власт и плаћа данак.
- Краљ Сигеберхт I од Есекса умире након 36-годишње владавине, а наследио га је његов рођак Сигеберхт II. Сигеберхт II је убеђен од стране Освијуа да прихвати хришћанство, као део мобилизације против Пенде.
- Цар Котоку шаље амбасаду на двор династије Танг у Кини. Јапански амбасадори, свештеници и студенти плове за главни град Чанган, али неки од бродова су изгубљени на путу.
- Јапански принц Тењи мења своју резиденцију у Асука (префектура Нара), са осталим члановима царске породице и министрима. Само цар Котоку остаје у палати Нанива.
- 17. јун — Папа Мартин I је ухапшен у Латерану у Риму, заједно са Максимом Исповедником, по наређењу цара Констанса II, и одведен у тамницу у Цариград.

## Смрти
- Папа Мартин I
- Хонорије Кентерберијски
- Павле II Цариградски
- Хиндасвинт